# ペッパー警部 (アルバム)
『ペッパー警部』（ペッパーけいぶ）はピンク・レディー初のアルバム。1977年1月25日にビクター音楽産業（現、ビクターエンタテインメント）より発売された。
B面は全て当時大人気だったベイ・シティ・ローラーズのカバー曲である。
カセットと8トラックテープは収録曲・順番とも同一であるが、タイトルは『ピンク・レディーをどうぞ』に変更されている。
1994年6月25日にCD化。

## 収録曲
SideA
- 全作詞：阿久悠/作曲・編曲：都倉俊一（特記以外）

1. ペッパー警部
2. インスピレーション
  - 編曲：いしだかつのり
  - ケイのソロ曲。
3. 乾杯!お嬢さん
4. ピンクの林檎
5. ゆううつ日
  - 編曲：いしだかつのり
  - ミーのソロ曲。
6. S・O・S

SideB
- 全訳詞：岡田冨美子[1]

1. 二人だけのデート
  - 作詞・作曲：M.Hawker-I.Raymond/編曲：あかのたちお
2. 朝まで踊ろう
  - 作詞・作曲：Young/編曲：いしだかつのり
3. マネー・ハニー
  - 作詞・作曲：E.Faulkner-S.Wood/編曲：いしだかつのり
4. エンジェル・ベイビー
  - 作詞・作曲：E.Faulkner-S.Wood/編曲：いしだかつのり
5. ロックン・ロール・ラブレター
  - 作詞・作曲：T.Moore/編曲：あかのたちお
6. バイ・バイ・ベイビー
  - 作詞・作曲：Gaudio-Crewe/編曲：いしだかつのり